# Oni (コンピュータゲーム)
『Oni』（おに）は、2001年にMicrosoft Windows、Mac OS、PlayStation 2向けにロックスター・ゲームス（テイクツー・インタラクティブ）から発売されている3人称型アクションアドベンチャーゲームである。国内ローカライズはマイピックが担当し、日本語吹き替えされている。PlayStaion 2版は日本未発売。

## 概要
Oniは、ゲーム開発会社バンジー社の子会社であるBungie Westによって開発された。アメリカのゲームでありながら、基本的には日本をモデルにしているものが多い。タイトルの「Oni」は日本から古くから伝われている妖怪の鬼と言われている。
Bungie Westが開発した唯一のゲームであり、人気のある3人称シューティングゲームのシステムと、日本アニメ風の近接技を組み合わせたゲームである。銃火器や暴力等があるため、一部、過激なシーンなども登場する。

## ストーリー
西暦2032年、かつて無数に存在した国家は「世界統合政府」として統一された。
広大な地表は汚染され、市民達は大気調整システムに守られた都市の中、息の詰まるような全体主義の管理下に置かれていた。ハイテクと犯罪が溢れるメガシティではTCTF（技術犯罪特殊部隊）と名付けられた警察組織と犯罪シンジケートとの対立が長年に渡り続いていた。
孤児でありTCTF隊員である主人公『Konoko』は神経接続されたSLDアンドロイド『Shinatama』のサポートのもと、犯罪シンジケートへと勇敢に立ち向かう。
自分は何者なのか？この世界で一体何が起こっているのか？人類の未来は？
謎を解き明かし、迫り来る危機を乗り越え、真実をその手に掴む事は出来るのか！？

## ゲームシステム
近接格闘を主体とした戦闘システムとなっており、銃火器で中長距離戦を補う。近接格闘はレベルを上げることによって新たな技やコンビネーションがアンロックされる。また、銃火器には、拳銃、ライフル銃、ロケットランチャー、エネルギービーム兵器など10種類の武器が存在する。他に補助アイテムとして、ダメージを回復する「ヒポスプレー」やプレイヤーの姿を透明にする「フェイズカモフラージュ」などある。
2000年にバンジー社がマイクロソフト社に買収され、ゲームIPがテイクツー・インタラクティブ社に移管された際に開発スタッフの一部が異動したため、リリース期間の問題から、開発当初予定していたLAN接続によるマルチプレイヤーモードの搭載を断念した。

## 登場人物
- コノコ - 声：三石琴乃
- シナタマ - 声：川澄綾子
- ムロ - 声：草尾毅
- グリフィン - 声：玄田哲章
- カー博士 - 声：千田光男
- ハセガワ - 声：成田剣